# Rock normale (singolo)
Rock normale è il primo singolo di Nikki ad essere estratto dall'album omonimo Rock normale, pubblicato poco dopo. Il singolo contiene quattro brani, tutti successivamente inseriti nell'album.

## Tracce
Testi e musiche di Nikki, eccetto dove indicato.
1. Rock normale – 3:42 (Jovanotti, Michele Centonze)
2. Fammi quello che vuoi – 4:36
3. Non sai che cosa ti perdi – 4:37
4. Stai pure a guardare – 4:00

## Formazione
- Nikki – voce, cori, chitarra ritmica
- Marco Guarnerio – chitarra solista
- Andrea Leonardi – basso, tastiere
- Mario Riso – batteria